# Diphylleia (növénynemzetség)
A Diphylleia a borbolyafélék családjába tartozó, apró, lágy szárú növényekből álló növénynemzetség, mely 1803-ban került leírásra. Az USA és Ázsia keleti részein őshonos.
A Diphylleia grayi fehér szirmai átlátszóvá válnak az eső hatására, megszáradva újra fehérek lesznek.
Fajai
1. Diphylleia cymosa Michx. - az Appalache-hegység déli része Délnyugat-Virginiától Északnyugat-Georgiáig.
2. Diphylleia grayi F.Schmidt - Cape Sōya Észak-Japánban[6]
3. Diphylleia sinensis H.L.Li - Kína (Gansu, Hubei, Shaanxi, Sichuan, Yunnan)